# Heliconius lucinda
Heliconius lucinda är en fjärilsart som beskrevs av Riffarth 1900. Heliconius lucinda ingår i släktet Heliconius och familjen praktfjärilar. Inga underarter finns listade i Catalogue of Life.